# Высокий суд в Альтинге
Высокий суд в Альтинге (исл. Yfirréttur á Alþingi, исландское произношение: [ˈɪːvɪrˌrjɛhtʏr̥ˌauˈalθiɲcɪ]) — суд высшей инстанции в Исландии, действовавший при Альтинге с 1563 по 1800 годы.

## История
Суд был учрежден в Исландии указом короля Дании Фредерикa II 27 марта 1593 года, из-за неудовлетворенности короля Законодательным судом, который с 930 года был высшим судом на острове. В королевском указе говорилось о том, королю известно, что судьи Законодательного суда вынесли ряд решений, которые народ Исландии считает не справедливыми, поэтому король пожелал дать исландцам, которые не могут довести свои дела на суд короля в Данию, возможность отстоять свои права на острове в справедливом суде. Действительно, есть свидетельств того, что из-за сложившегося к конце XVI века недоверия к законникам Законодательного суда, многие исландцы пытались направлять свои дела сразу на рассмотрение королю, минуя как суд сислюмадюров, так и Законодательный суд.
После создания Высокого суда в Альтинге все дела, уже отправленные на рассмотрение короля минуя исландские суды, были возвращены назад в Исландию и впредь было запрещено исландцам подавать дела королю и королевскому совету до того, как по нему был вынесен приговора в Исландии в Высоком суде. Позже, 5 апреля 1574, король уточнил своим указом список причины, когда исландцы могут подавать дело на рассмотрение королю в Данию :
1. Если дело прошло все судебные инстанции в Исландии и по нему вынесено окончательное решение Высокого суда;
2. Если по дело не было вынесено решения ни одним судом в Исландии, потому что судьи не доверяли себе вынести решение;
3. Если дело касается лица, которое находится вне юрисдикции исландского суда и нет возможности рассмотреть это дело;
4. Если дело подано исландцем, который проживает за пределами острова.

Судьи в Высокий суд утверждались Альтингом, но кандидатуры для утверждения с 1563 по 1683 год выбирались хирдстьоури Исландии, а затем вплоть до 1800 года стифтамтмадюр Исландии. Изначально в Высоком суде было 24 судьи, однако позже их число сократилось до 12, а затем и вовсе до 6. Высокий суд заседал в Лёгрьетте в Тингведлире вплоть до 1798 года, а затем последние два года своего существования размещался в Рейкьявике.
Все судебные решения, вынесенные любыми судами Исландии, могли быть обжалованы в Высоком суде. Дела принятые к рассмотрению Высоким судом регистрировались в книгах Альтинга Исландии, а судебные решения записывались и, в последующем, публиковались, что позволяло в дальнейшем судам низших инстанций использовать их в своей практике как прецеденты.
Высокий суд в Альтинге выполнял функции верховного суда в Исландии вплоть до 6 июня в 1800 года, когда король Кристиан VII Безумный не упразднил как Высокий суд, так и Альтинг. Взамен был учрежден был учрежден Высший национальный суд, как апелляционная инстанция, а высшим судом Исландии, вплоть до 1920 года, стал Верховный суд Дании.

## Публикация материалов
По случаю столетия Верховного суда Исландии в 2020 году Альтинг решил поручить Национальному архиву Исландии в сотрудничестве с Историческом обществом Исландии осуществить публикацию всех сохранившихся постановлений и документов Высокого суда. При этом Альтинг обязал государство поддержать эту работу и выделять на ней по 10 миллионов крон ежегодно в течение следующих 10 лет. По мнению Альтинга эти документы являются бесценным источником информации о исландском обществе того времени. В материалах дел описывались различные житейские ситуации и аргументировалась позиция суда в постановлениях. Таким образом, эти материалы являются не только прямыми источниками о юридическом процессе, но и источниками сведений о жизни людей, классовом разделении, транспорте, методах ведения сельского хозяйства и многом другом. Архивы Высокого суда в Альтинге не сохранились в одном месте и не являются исчерпывающими, и отчасти это случайность, что вообще что-то сохранилось до сих пор. Большая часть документов Высокого суда находится сейчас в нескольких архивах, в основном в Национальном архиве Исландии, Институте исландских исследований Арни Магнуссона и Музее рукописей Национальной и университетской библиотеки.